# Quinn Ellis
Quinn Alistair Ellis (Sheffield, 1º aprile 2003) è un cestista britannico di formazione italiana.
Nel 2020-2021, è il miglior marcatore del girone siciliano di Serie C Silver.

## Statistiche

### Eurocup
| Anno      | Squadra       | PG | PT | MP   | TC%  | 3P%  | TL%  | RP  | AP  | PRP | SP  | PP  |
| --------- | ------------- | -- | -- | ---- | ---- | ---- | ---- | --- | --- | --- | --- | --- |
| 2023-2024 | Aquila Trento | 16 | 10 | 21,5 | 48,0 | 34,1 | 82,1 | 2,8 | 3,8 | 0,9 | 0,1 | 8,9 |
| 2024-2025 | Aquila Trento | 16 | 12 | 25,3 | 34,9 | 13,2 | 77,3 | 3,6 | 4,4 | 0,9 | 0,2 | 7,9 |
| Carriera  | Carriera      | 32 | 22 | 23,4 | 40,7 | 24,4 | 79,5 | 3,2 | 4,1 | 0,9 | 0,2 | 8,4 |

## Palmarès

### Squadra
- Coppa Italia: 1

Aquila Trento: 2025

### Individuale
- MVP Coppa Italia Serie A: 1

Aquila Basket Trento: 2025
- Miglior U-22 della Serie A:  1

Aquila Basket Trento: 2024-2025